# زمان دستوری
زمان دستوری  مقوله‌ای دستوری است که موقعیت زمانی را تعیین می‌کند؛ به عبارت دیگر زمان دستوری شکل دستوری‌شدهٔ زمان تقویمی است. زمان دستوری جزو مقولات اساسی است که همراه با عناصر واژگانی و دیگر اشارات مربوط به زمان، شنونده را قادر می‌سازد تا ارتباطی موقتی میان موقعیت گفتار و موقعیتی که در جمله توصیف شده را بازسازی کند. همچنین زمان دستوری شنونده را قادر می‌سازد تا ترتیب نسبی موقعیت‌های توصیف شده در متن را نیز بازسازی کند.

## زمان دستوری در زبان پارسی
زبان پارسی دارای سه زمان دستوریِ اصلی می‌باشد: 
گذشته (پیشین)، حال (مضارع یا کنون)، و آینده (پسین). در پارسی دری همه فعل‌ها از دو بن گذشته و کنونی (حال) ساخته می‌شوند. بن مضارع پارسی دری همان مادهٔ پارسی میانه است که گاه با هم اختلاف تلفظ جزئی دارند. فعل‌ها از دو بن ماضی و مضارع ساخته می‌شوند.
بن ماضی = مصدر بدون «ن» پایانی: 
دیدن ← دید ، کاشتن← کاشت
بن مضارع = فعل امر بدون ب آغازی:
ببین ← بین، بکار ← کار

### انواع گذشته
گذشتهٔ ساده = بن گذشته + شناسهٔ فعل:
رفتم، رفتی، رفت
گذشتهٔ پیوسته = می + گذشتهٔ ساده: 
می‌رفتم، می‌رفتی 
گذشتهٔ درخواستی = صفت مفعولی + باشم، باشی، باشد، باشیم، باشید، باشند:
رفته باشم، رفته باشی، رفته باشد
گذشتهٔ دور (گذشته کامل) = صفت مفعولی + بودم ، بودید و... =
خورده بودم
گذشتهٔ زنده (ماضی نقلی) = صفت مفعولی + ام، ای ، (است) ، ایم ، اید ، اند: 
رفته‌ام، رفته‌ای ، رفته (است)
گذشتهٔ یادآوری (ماضی مستمر یا ملموس) = داشت + شناسه + گذشتهٔ پیوستهٔ فعلِ اصلی:
داشتم می‌رفتم، داشتی می‌رفتی، داشت می‌رفت، داشتیم می‌رفتیم، داشتید می‌رفتید، داشتند می‌رفتند.

### انواع حال
حال ساده = بن مضارع + شناسه‌های مضارع:
روم ، روی ، رود ، رویم ، روید ، روند
حال اخباری = می + حال ساده
می‌روم ، می‌روی ، می‌رود ، می‌رویم ، می‌روید ، می‌روند
حال التزامی = ب + حال ساده
بروم ، بروی، برود ، برویم ، بروید ، بروند
حال مستمر (مضارع ملموس) = دار + شناسهٔ مضارع + حال اخباری 
دارم می‌روم، داری می‌روی، دارد می‌رود، داریم می‌رویم، دارید می‌روید، دارند می‌روند

### آینده
فعل آینده: بر انجام دادن فعلی در زمان آینده دلالت می‌کند.
طرز ساخت فعل آینده  = خواه + شناسه + بن ماضی فعل اصلی
خواهم، خواهی، خواهد، خواهیم، خواهید، خواهند + بن ماضی: خواهم رفت، خواهی رفت ، خواهد رفت